# سیارک ۱۲۶۴۴۵
سیارک ۱۲۶۴۴۵ (به انگلیسی: 126445 Prestonreeves، نامگذاری:2002CH16) صد و بیست و شش هزار و چهارصد و چهل و پنجمین سیارک کشف شده‌است که در ۷ فوریه ۲۰۰۲ کشف شد.